# Red Auerbach
Arnold Jacob Auerbach, popularnie znany jako Red Auerbach (ur. 20 września 1917 w Nowym Jorku, zm. 28 października 2006 w Waszyngtonie) – amerykański trener koszykarski zespołów występujących w lidze NBA, były prezydent Boston Celtics. Pracując z tą drużyną w latach 1950-1966 zdobył dziewięciokrotnie tytuł mistrza NBA (w roku 1957 oraz w latach 1959-1966). Ustanowił tym samym rekord w największej liczbie tytułów mistrzowskich NBA, który potem został przebity przez Phila Jacksona. W swojej karierze był trenerem trzech zespołów: Boston Celtics, Washington Capitols i Tri-Cities Blackhawks. W czasie 20-letniej kariery trenerskiej drużyny pod jego wodzą zwyciężyły w sezonie zasadniczym 938 razy (rekord aż do sezonu 1994/95, kiedy to przewyższył go Lenny Wilkens).
W 1984 był trenerem drużyny Wschodu podczas meczu gwiazd Legend NBA.
Prowadził fundację wspierającą młodzież, a także trenował ją w swojej szkole koszykówki.
Zmarł na atak serca.